# 奥内駅
奥内駅（おくないえき）は、青森県青森市大字清水字浜元にある、東日本旅客鉄道（JR東日本）津軽線の駅である。1990年代前半ごろまでは、当駅止まりの下り列車1本が運行されていた。

## 歴史
- 1951年（昭和26年）12月5日：日本国有鉄道（国鉄）の駅として東津軽郡奥内村に開業[2][3]。
- 1961年（昭和36年）10月：夜間無人化（青森 - 蟹田間夜間併合閉塞実施）。青森駅管理下となる。
- 1968年（昭和43年）7月21日：貨物の取り扱いを廃止[3]。
- 1984年（昭和59年）2月1日：荷物の扱いを廃止[3]。
- 1987年（昭和62年）4月1日：国鉄の分割民営化により、東日本旅客鉄道の駅となる[3]。
- 1999年（平成11年）11月：駅舎が焼失。
- 2000年（平成12年）3月11日：新駅舎の使用を開始。
- 2001年（平成13年）：無人化。
- 2024年（令和6年）10月1日：えきねっとQチケのサービスを開始[1][5]。

## 駅構造
相対式ホーム2面2線を有する地上駅である。津軽海峡線開業前は島式ホーム1面2線であった。ホームは6両（客車5両）に対応するが、基本的に三厩方6両（客車5両）のドアを開け、青森方はドアカットとなる。互いのホームは跨線橋で連絡している。

### のりば
当駅ホームに番線は割り振られていない。
| ホーム | 路線    | 方向 | 行先           |
| ------ | ------- | ---- | -------------- |
| 駅舎側 | ■津軽線 | 上り | 青森方面       |
| 反対側 | ■津軽線 | 下り | 蟹田・三厩方面 |

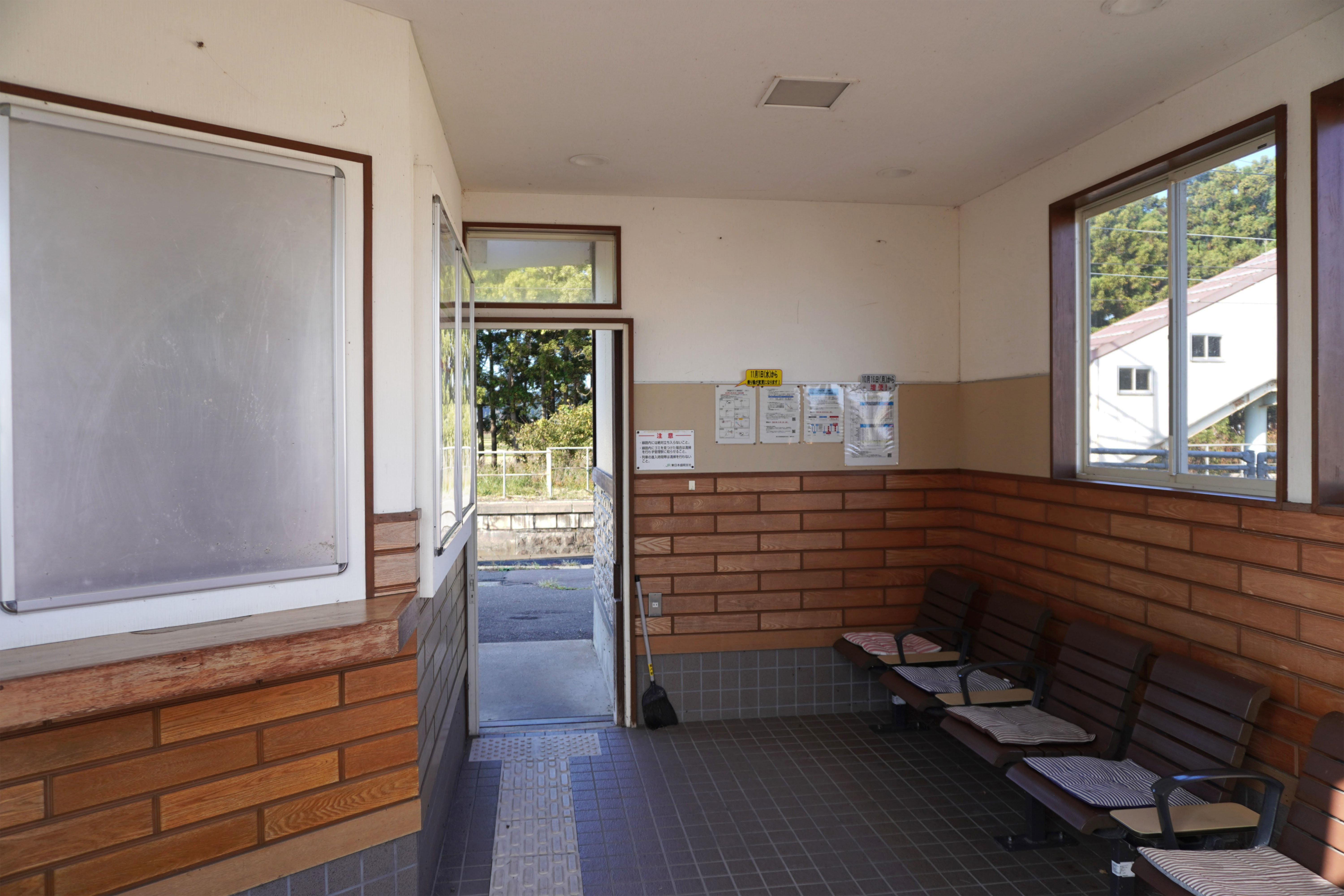
駅舎内（2023年10月）
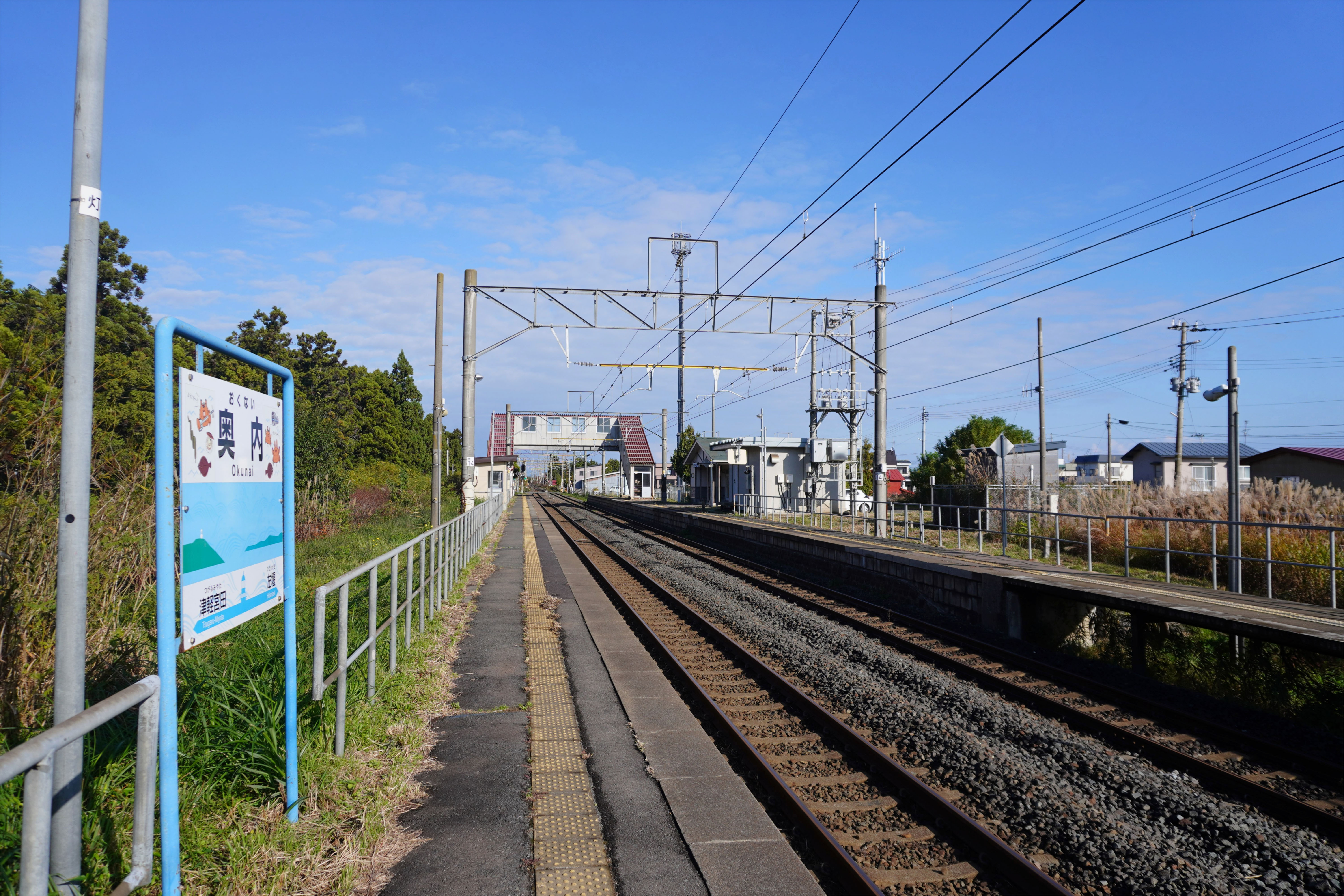
ホーム（2023年10月）

## 利用状況
2004年度（平成16年度）の1日平均乗車人員は86人である。なお、2005年度（平成17年度）以降のデータからは非公開となっている。
| 乗車人員推移       | 乗車人員推移     | 乗車人員推移 |
| 年度               | 1日平均 乗車人員 | 出典         |
| ------------------ | ---------------- | ------------ |
| 1988年（昭和63年） | 295              | [ 7 ]        |
| 1993年（平成05年） | 210              | [ 7 ]        |
| 1998年（平成10年） | 129              | [ 7 ]        |
| 2001年（平成13年） | 95               | [ 7 ]        |
| 2004年（平成16年） | 86               | [ 7 ]        |

## 駅周辺
- 奥内郵便局
- 青森市立北中学校
- 青森市立奥内小学校
- 国道280号
- 青森市営バス「奥内駅前」停留所

## 隣の駅
東日本旅客鉄道（JR東日本）
■津軽線
津軽宮田駅 - 奥内駅 - 左堰駅